# Подовська сільська рада
По́довська сільська́ ра́да — адміністративно-територіальна одиниця та орган місцевого самоврядування в Новотроїцькому районі Херсонської області. Адміністративний центр — село Подове.

## Загальні відомості
Подовська сільська рада утворена в 1977 році.
- Територія ради: 105,703 км²
- Населення ради: 1 228 осіб (станом на 2001 рік)

## Історія
Херсонська обласна рада рішенням від 6 жовтня 2009 року у Новотроїцькому районі перейменувала Подівську сільраду на Подовську.

## Населені пункти
Сільській раді підпорядковані населені пункти:
- с. Подове
- с. Качкарівка

## Склад ради
Рада складається з 12 депутатів та голови.
- Голова ради: Дишко Федір Пилипович

### Депутати
За результатами місцевих виборів 2010 року депутатами ради стали:

#### За суб'єктами висування
| Суб'єкт висування                      | Кількість обраних депутатів | %    |
| -------------------------------------- | --------------------------- | ---- |
| Комуністична партія України            | 7                           | 58,3 |
| Партія регіонів                        | 4                           | 33,3 |
| Партія Християнсько-Демократичний Союз | 1                           | 8,3  |

#### За округами
| № округу                               | Прізвище, ім'я, по батькові  | Дата визнання обраним | Освіта  | Партійна приналежність                      | Відомості про обраного депутата                             |
| -------------------------------------- | ---------------------------- | --------------------- | ------- | ------------------------------------------- | ----------------------------------------------------------- |
| Комуністична партія України            |                              |                       |         |                                             |                                                             |
| 1                                      | Нестерук Володимир Павлович  | 01.11.2010            | середня | позапартійний                               | тимчасово не працює                                         |
| 5                                      | Бурч Марія Семенівна         | 01.11.2010            | середня | позапартійна                                | пенсіонер                                                   |
| 7                                      | Логвиненко Любов Миколаївна  | 01.11.2010            | вища    | позапартійна                                | фермерське господарство «Лана — Подове», головний бухгалтер |
| 8                                      | Мельник Галина Пилипівна     | 01.11.2010            | середня | член Комуністичної партії України           | пенсіонер                                                   |
| 10                                     | Братерська Ольга Іванівна    | 01.11.2010            | середня | член Комуністичної партії України           | пенсіонер                                                   |
| 11                                     | Губарик Людмила Василівна    | 01.11.2010            | середня | позапартійна                                | Подовський фельдшерсько-акушерський пункт, завідувачка      |
| 12                                     | База Олександр Володимирович | 01.11.2010            | середня | позапартійний                               | тимчасово не працює                                         |
| Партія регіонів                        |                              |                       |         |                                             |                                                             |
| 2                                      | Губачова Тетяна Михайлівна   | 01.11.2010            | середня | член Партії регіонів                        | тимчасово не працює                                         |
| 3                                      | Іванова Алла Анатоліївна     | 01.11.2010            | середня | позапартійна                                | Подовська сільська рада, секретар                           |
| 4                                      | Ребриста Ганна Йосипівна     | 01.11.2010            | середня | позапартійна                                | пенсіонер                                                   |
| 6                                      | Коваленко Наталя Стапанівна  | 01.11.2010            | середня | член Партії регіонів                        | Подовське відділення зв'язки, начальник                     |
| Партія Християнсько-Демократичний Союз |                              |                       |         |                                             |                                                             |
| 9                                      | Нестерук Олексій Павлович    | 01.11.2010            | середня | член Партії Християнсько-Демократичний Союз | пенсіонер                                                   |